# Seleucia di Pieria
Seleucia di Pieria (in greco Σελεύκεια ἐν Πιερίᾳ) fu una città fondata intorno all'anno 300 a.C. da Seleuco Nicatore, generale di Alessandro Magno alla foce del fiume Oronte.
Attualmente si trova nelle vicinanze della città turca di Samandağ.

## Storia
Fondata come porto della città di Antiochia, i primi coloni provenivano dalla greca Antigonia. In epoca romana, in seguito alla riforma augustea dell'esercito romano fu base principale della Classis Syriaca, forse fin dai tempi dell'Imperatore Tiberio quando era governatore di Siria, Gneo Calpurnio Pisone. Si trattava di un porto artificiale, di forma quasi circolare di 16 acri, con un canale lungo 1 300 metri e largo tra i 130 ed i 150 metri, che conduceva al mare, costruito sembra al tempo di Vespasiano. Fu di importanza fondamentale per accogliere le truppe giunte da altre province, oltre a quelle della guardia pretoriana provenienti da Roma, ogni volta che era necessario compiere una campagna contro i Parti, ad esempio al tempo di Traiano, Lucio Vero, Settimio Severo o Caracalla. Al tempo di Diocleziano c'erano poi 500 addetti a mantenere libero il canale del porto da detriti. Il Codice Teodosiano menziona per gli anni 369-370 una flotta Classis Seleucena.
Caduta in rovina durante l'alto medioevo, venne infine sostituita nel ruolo di principale porto siriano da San Simeone, che fiorì durante l'epoca delle Crociate.